# Nagari Limo Koto
Nagari Limo Koto is een bestuurslaag in het regentschap Pasaman van de provincie West-Sumatra, Indonesië. Nagari Limo Koto telt 4801 inwoners (volkstelling 2010).